# Priscila Ellena
Priscila Ailín Ellena (Mendoza, provincia de Mendoza, Argentina, 17 de agosto de 2004) es una futbolista argentina. Juega como delantera en Talleres de la Primera División A.

## Trayectoria
Los comienzos de Ellena tuvieron lugar en Godoy Cruz, donde practicó fútbol y fútbol sala desde 2019. Logró el campeonato mayor de la Liga Mendocina en 2021 y el Sub-17 en 2022. Durante su paso por el elenco mendocino registra convocatorias a la Selección de fútbol sub-20 de Argentina, con 17 años, y a la Selección de fútbol sala de Mendoza, con 18 años.
En 2023, tuvo un paso por Coquimbo Unido, club con el que alcanzó las Semifinales del Campeonato Chileno de Primera División, en el que anotó 5 goles.
Se sumó a Talleres a inicios del 2024. Con el club cordobés, se coronó campeona del Campeonato de Primera B ese año y logró el ascenso, con una gran performance en la final ante Defensores del Belgrano. Marcó 8 de los goles del elenco albiazul en esa temporada y además continuó siendo habitual con la Sub-20 argentina.
Ya en Primera División, se convirtió en una de las primeras futbolistas en la historia del club en firmar un contrato profesional.

## Clubes
| Club           | País      | Año             |
| -------------- | --------- | --------------- |
| Godoy Cruz     | Argentina | 2019 - 2022     |
| Coquimbo Unido | Chile     | 2023            |
| Talleres       | Argentina | 2024 - presente |